# Johann Christian Mikan
Johann Christian Mikan (Teplice, 5 dicembre 1769 – Praga, 28 dicembre 1844) è stato un entomologo, botanico e zoologo austriaco-ceco.

## Biografia
Mikan fu professore di storia naturale presso l'Università di Praga. Era uno dei tre naturalisti leader della Austrian Brazil Expedition.
Scritto Monographia Bombyliorum Bohemiae, iconibus illustrata nel 1796, Entomologische Beobachtungen, Berichtigungen und Entdeckungen nel 1797, e Delectus Florae et Faunae Brasiliensis, etc nel 1820.
Inoltre, Mikan descrisse molte nuove specie, tra cui il leone Leontopithecus chrysopygus.

## Riconoscimenti
Il genere Mikania Wild. (Asteraceae) è stato chiamato per il padre Joseph Gottfried Mikan (1743-1814), professore di botanica e chimica presso l'Università di Praga.